# Coleoxestia corvina
Coleoxestia corvina es una especie de escarabajo longicornio del género Coleoxestia, tribu Cerambycini, subfamilia Cerambycinae. Fue descrita científicamente por Germar en 1823.

## Descripción
Mide 19,7-39 milímetros de longitud.

## Distribución
Se distribuye por Argentina, Bolivia, Brasil, Paraguay y Uruguay.